# Vila Nova FC
Az Vila Nova Futebol Clube, labdarúgócsapatát 1943. július 29-én alapították a brazíliai Goiânia városában. A Goiano állami bajnokságnak, és az országos bajnokság harmadosztályának, a Série C-nek tagja.

## Története
Az egyesületet 1943. július 29-én alapították Vila Nova Futebol Clube néven. A csapat azóta többször is nevet változtatott, 1946-ban Operário, 1949-ben Araguaia, 1950-ben Fênix Futebol Clube néven szerepeltek, végül 1955-ben visszatértek eredeti elnevezésükhöz.

## Sikerlista

### Állami
- 15-szörös Goiano bajnok: 1961, 1962, 1963, 1969, 1973, 1977, 1978, 1979, 1980, 1982, 1984, 1993, 1995, 2001, 2005

## Játékoskeret
2016. március 24-től
| # |     | Poszt | Név              |
| - | --- | ----- | ---------------- |
|   | BRA | K     | Édson            |
|   | BRA | K     | Gabriel          |
|   | BRA | K     | Wagner Bueno     |
|   | BRA | V     | Anderson         |
|   | BRA | V     | Reginaldo        |
|   | BRA | V     | Luizão           |
|   | BRA | V     | Vinicius Simon   |
|   | BRA | V     | Douglas Assis    |
|   | BRA | V     | Gustavo          |
|   | BRA | V     | Marinho Donizete |
|   | BRA | V     | Patrick          |
|   | BRA | V     | Bruno Oliveira   |
|   | BRA | V     | George Lucas     |
|   | BRA | KP    | Leandro Bulhões  |
|   | BRA | KP    | Paulo Vitor      |

| # |     | Poszt | Név             |
| - | --- | ----- | --------------- |
|   | BRA | KP    | Robston         |
|   | BRA | KP    | Luis Fernando   |
|   | BRA | KP    | Victor Bolt     |
|   | BRA | KP    | Vitor Rossini   |
|   | BRA | KP    | Dudu            |
|   | BRA | KP    | Fernando Neto   |
|   | BRA | KP    | Zotte           |
|   | BRA | KP    | Hugo            |
|   | BRA | CS    | Lausen          |
|   | ARG | CS    | Carlos Frontini |
|   | BRA | CS    | Diego Cardoso   |
|   | BRA | CS    | Mateus Anderson |
|   | BRA | CS    | Wendell Lira    |
|   | BRA | CS    | Vanilson        |